# Braunschweiger Stadtlexikon/Register
Diese Seite enthält ein vollständiges alphabetisches Register aller Einträge des Braunschweiger Stadtlexikons (inkl. Ergänzungsband, 2 Bände). Die römischen Ziffern geben jeweils die Bandnummer (I = Braunschweiger Stadtlexikon; erschienen 1992; II = Braunschweiger Stadtlexikon – Ergänzungsband; erschienen 1996), die arabischen Ziffern die Seitenzahlen an.
Der Pfeil „→“ verweist auf andere Artikel innerhalb beider Lexika, in denen das Lemma ebenfalls abhandelt wird.

## A
| - Abelnkarre (I 9, II 15) - Abendgymnasium Braunschweig (I 9) - Abfallbeseitigung → Müll (I 9) - Franz Abt (I 9) - Abtdenkmal (I 9) - Abwässer → Kläranlagen (I 9) - Acht (I 9) - Caroline Achten → Caroline Fischer-Achten (II 15) - Achtermannsches Haus (I 9) - Ackerhof (I 10) - Ackerhof-Portal (II 15) - Adolfstraße 52 → Jüdel-Villa (II 15) - Gert Adriani (I 10) - Aegidienkirche (I 10) - Aegidienkloster (I 11) - Aegidienmarkt (I 11) - Aegidienstift → Maria Magdalenen-Kapelle (II 15) - Aegidienstraße → Ottilienteil (I 11) - Aegiedientor (I 11) - Heinrich Karl Friedrich Ahlburg → Carl (Heinrich Wilhelm) Wolf (II 15) - A. H. Lehne → Helene (Adolphine) Graff (II 15) - Akademie für Jugendführung der Hitlerjugend (I 11) - St. Albertus-Magnus-Kirche und Kloster (I 12) - Prinzregent Albrecht (I 12) - Alerdsche Stiftung (I 12) - Alexiusbrüder (I 12) - Allgemeine Ortskrankenkasse (I 12, II 15) - Alte Knochenhauerstraße (I 12) - Alter Platz 5 → Rübenschloß (II 15) - Alter Zeughof (I 13) - Alte Waage (I 13) - Alte Waage (I 13) - Alte Waage 2 → Ghellerburg (II 15) - Amersham-Buchler (II 15) - Altewiek (I 13) - Altewiekrathaus (I 14) - Altstadt (I 14) - Altstadtmarkt (I 14) - Altstadtrathaus (I 15) - Altstadtsanierung (I 16) - Am Alten Petritore (I 16) - Am Bruchtor (I 16) - Am Magnitor (I 16) - Am Magnitor 7 → Methfessel-Haus (II 16) - Amsberg-Villa (II 16) - An Neuen Petritore (I 16) - Am Schloßgarten → Schloßpark (I 16) - Am Schwarzen Berge (I 16) - Ernst Amme (I 16) | - August Philipp Christian Theodor von Amsberg (I 17) - Amtsgericht Braunschweig (I 17, II 16) - Anatomieberg → Gaußberg (I 17) - Anatomisch-Chirurgisches Institut (I 17) - An der Andreaskirche (I 17) - An der Katharinenkirche (I 18) - An der Martinikirche (I 18) - An der Michaeliskirche (I 18) - An der Neustadtmühle (I 18) - An der Petrikirche (I 18) - St. Andreas (I 19) - Johanna André (II 16) - Anker-Haus → Haus Anker (II 16) - Karl Theodor Andree (I 19) - Richard Andree (I 19) - Annenkapelle → St. Martini (I 20) - St. Antonii- und Christophori-Stift (II16) - Anton Ulrich zu Braunschweig und Lüneburg (I 20) - Apengießer → Glockengießer (I 20) - Apfelsinenmarkt (II 16) - Apotheken (I 20) - E. Appelhans u. Co. (I 20) - Arbeiterbewegung (I 21) - Arbeiter- und Soldatenrat (Braunschweig) → Novemberrevolution (I 21) - Braunschweiger Arbeiterverein → Turn- und Rasensportverein (I 21) - Arbeitsamt (I 21) - Archäologie → Stadtarchäologie (I 22) - Architektur in Braunschweig (I 22) - Argonauten-Orden (II 17) - Armenpflege (I 23) - Johann Arndt (Arnd) (I 23) - (Albert) Adolf (Louis) Artmann (II 17) - (August Gottlieb) Wilhelm Assmann (II 17) - Augenklinik Dr. Hoffmann (I 24) - August-Bebel-Hof (I 24) - August der Jüngere von Braunschweig-Lüneburg-Wolfenbüttel (II 17) - Auguste → Richmond; Theater- und Museumspark (I 24, II 18) - Auguste → (Caroline) Auguste (Ferdinandine) Fischer (II 18) - Augustplatz → John-F.-Kennedy-Platz (I 24) - Auguststraße (I 24) - Auguststraße 6 (II 18) - Augusttor (I 25) - August Wilhelm → Augusttor (I 25, II 18) - Ausländische Mitbürger → Gastarbeiter (I 25) - St. Autor (I 25) - Autorshof (I 25) - Autorshöhe → Felsenkeller (II 18) - St.-Autor-Kapelle (I 25) |

## B
| - Friedemann Bach (I 26) - Bader (I 26) - Bäcker (I 26) - Bäckerklint (I 26) - Bäckerklint 11 → Eulenspiegelhaus (II 19) - Bäder (I 27) - Johann Christoph Bernhard Baese (II 19) - Bahnhof (I 27) - Bahnhofspark (I 27) - Balhorn Brauerei → Wolters Brauerei (I 28) - Bammelsburg (I 28) - Bammelsburger Straße (I 28) - Banken (I 28) - Bankplatz (Braunschweig) (I 28) - Ewald Banse (I 28) - Gustav Adolf Barthel (I 29) - Die Barmherzigen Brüder (II 19) - Fritz Bartels Buch- und Musikalienhandlung (I 29) - Bartholomäuskapelle (I 29) - Bartholomäustwete (I 29) - Hermann Basse (I 29) - Bastholzsiedlung (I 30) - Fritz Bauer (II 19) - Bauernschaft von Krähenfelde → Krähenfeld (II 19) - Bauerschaft (I 30) - Bauordnungen - Bebel-Hof → August-Bebel-Hof (I 30) - Beck (I 30) - Beckenwerker (I 30) - Beckenwerkerstraße (I 30) - Heinrich (August) Beckurts (II 19) - Befestigung (I 31) - Beginekenworth → Stadtmauer (I 31) - Beginenhäuser (Braunschweig) (I 31) - Adolf Beiß (II 19) - Belagerungen (I 31) - Anton Belda → Flüchtlinge (I 32) - Belfort (II 20) - Benediktiner →Aegidienkloster (I 32) - Berger-Heubner → Tanzschule Berger-Heubner (II 20) - Ernst Bergfeld (I 32) - Oswald Berkhan (I 32) - Friedrich Berndt (II 20) - Karl Wilhelm Ernst Berner (I 32) - Johann Heinrich Karl von Bernewitz (II 20) - Bernhard-Rust-Hochschule → Pädagogische Hochschule (I 32) - Ferdinand Wilhelm Werner Bertram (II 20) - Berufsbildende Schulen (II 21) - Besenmännchen (I 32) - Bethmann Fleisch- und Wurstwaren (I 32) - Betten Hinze (I 33) - Helmut Beumann (II 21) - Bevenrode (I 33) - Bevernsches Schloss (II 22) - Bevölkerungsentwicklung → Einwohnerzahlen (I 33) - Käthe Bewig (I 33) - Bezirksregierung Braunschweig (II 22) - Bienrode (I 33) - Bierbaumsches Haus (I 33) - Bierbaums Garten → Inselwallpark (I 33) - Biergärten → Kaffeegärten (I 33) - Emanuel Biesenbrow → Ehm Welk (II 22) - Bert Bilzer (I 34) - Adolf Bingel (II 22) - Biologische Bundesanstalt für Land- und Forstwirtschaft (I 34) - Willi Birker (II 23) - Albert Bittner (II 23) - Gerhart Bittrich → Niedersächsische Musikschule Braunschweig (I 34) - Jean-Pierre Blanchard (I 34) - Blanck (Textilhandlung) → Haus zur Sonne (I 34) - Blasius (Gelehrtenfamilie) (I 34) - Johann Heinrich Blasius (I 34) - Rudolf Heinrich Blasius (I 34) - Wilhelm Blasius (I 35) - St. Blasius → Braunschweiger Dom (I 35) - Blasiusstift (I 35) - Bleibtreu → Zichorienfabrik Ludwig Otto Bleibtreu (I 35) - Bleichen (II 23) - Hermann Blenk (II 23) - John Stanley Blenkinsop → Eisenbahnbauwerkstätte (I 35) - Blindenfürsorge (I 35) - Hermann Bruno Otto Blumenau (I 35) - BMV → Waisenhaus BMV (I 35) - Erich Bockler (II 23) - Bockstwete (I 35) - Wilhelm Bode (I 35) - Ernst Böhme (I 36 + II 24) - Wilhelm Börker (I 36) - Bernhard Börnig → Zinngießer (II 24) - Böttcher (I 36) - C. W. Böttger (I 37) - Bohlweg (I 37) - Zacharias Boiling (II 24) - Bollmann-Bildkarten-Verlag (I 37) - Bonaventura → Ernst August Friedrich Klingemann (I 37) - Rudolf Borch (I 37) - Richard Borek (II 24) - Firma Richard Borek (I 37) - Cord Borgentrick (II 24) - Johann Heinrich Carl Bornhardt (I 37) - Wilhelm Bornstedt (I 38) - Botanischer Garten (I 38 + II 25) - Cord Bote → Hermann Bote (I 38 + II 25) - Carl Josef Alois Bourdet oder Burde (I 38) - Henning Brabandt (I 38) - Brabandtstraße (I 39) - Wilhelm Bracke (I 39) - Brände (I 39) - Brakteaten → Münzwesen (I 39) - Johann Ernst Brancaglio (II 25) - Maria Antonia von Branconi (I 25) - August Heinrich Werner Brandes (II 25) | - Carl Brandes (II 25) - Heinrich Brandes → Pietät Bestattungsunternehmen Heinrich Brandes GmbH (I 39) - Heinrich Brandes (I 39) - Wolfgang Brandes (I 40) - Brandversicherung → Braunschweigische Landesversicherungsanstalt (II 26) - Brauereien (I 40) - Brauner Hirsch (II 26) - Braunschweig (Name) (II 26) - Braunschweig (Schiffe) (II 26) - Braunschweiger Allgemeiner Anzeiger → Zeitungen (I 40) - Braunschweiger Baugenossenschaft (I 40) - Braunschweiger Bote → Zeitungen (I 40) - Braunschweiger Forum (I 40) - Braunschweiger Hochdeutsch (II 27) - Braunschweiger Hof (II 27) - Braunschweiger Messen (I 40) - Braunschweiger Möbel → Tischler (I 41) - Braunschweiger Molkerei (II 28) - Braunschweiger Nachrichten (I 41) - Braunschweiger Neue Presse (I 41) - Braunschweiger Neueste Nachrichten → Zeitungen (I 41) - Braunschweiger Platt (II 28) - Braunschweiger Presse (I 41) - Braunschweiger Tageblatt (I 41) - Braunschweiger Tageszeitung (I 41) - Braunschweiger Tennis- und Hockey Club (I 41) - Braunschweiger Turn-Club (I 42) - Braunschweiger Turn- und Sportgerätefabrik Philipp Gothmann (I 42) - Braunschweiger Volksfreund (I 42) - Braunschweiger Wurst (I 42) - Braunschweiger Zeitung (I 42 + II 28) - Braunschweigische Anzeigen (I 42) - Braunschweigische Heimat → Braunschweiger Landesverein für Heimatschutz (I 43) - Braunschweigische Landesbrandversicherungsanstalt (II 29) - Braunschweigische Landeszeitung (I 43) - Braunschweigische Lebensversicherung (II 29) - Braunschweigische Maschinenbauanstalt (I 43) - Braunschweigische Musikgesellschaft (I 43) - Braunschweigische Nachrichten → Braunschweigische Anzeigen (I 43) - Braunschweigische Reimchronik (I 43) - Braunschweigische Staatsbank → Banken (I 43) - Braunschweigische Staatszeitung → Braunschweigische Anzeigen (I 43) - Braunschweigische Wissenschaftliche Gesellschaft (I 43) - Braunschweigischer Geschichtsverein (I 43) - Braunschweigischer Kalender → Kalender (I 44) - Braunschweiger Landesverein für Heimatschutz (I 44) - Braunschweigischer Staatsanzeiger → Zeitungen (I 44) - Braunschweigischer Vereinigter Kloster- und Studienfonds (II 29) - Braunschweigisches Grün (I 44) - Braunschweigisches Landesmuseum (I 44) - Braunschweigisches Magazin → Braunschweigische Anzeigen (I 44) - Braunschweig-Kolleg (I 44) - Braunschweig-Schöninger-Eisenbahn (I 45) - Braunschweig-Stiftung (II 31) - Braunschweigs Stiftung (II 30) - Breite Straße (I 45) - Bremer & Brückmann Blechwarenfabrik (II 30) - Adolf August Wilhelm Breymann (II 30) - Johann Peter Ludwig Eduard Brinckmann (II 31) - Broitzem (I 45 + II 31) - Lancelot C. Brown → Schloss Richmond (I 45) - Bruchstraße (I 45) - Bruchtorwall (I 46) - Die Brücke (I 46) - Brücken (I 46) - Franz Brückmann → Bremer & Brückmann Blechwarenfabrik (II 31) - Brüdernkirche (I 47) - Brüdernkloster → Brüdernkirche (I 47) - Otto von Bruneck → Otto Elster (II 31) - Brüningpassage → Passagen (I 47) - Brünings Saalbau (I 47) - Brunonen (I 47) - Brunsviga (I 48) - Brunsviga Gemeinschaftshaus (I 48 + II 31) - Brunsvigia (II 31) - Buchbinder (I 48) - Buchdruck (I 48) - Walter Bucher & Sohn (II 31) - Buchhandel (I 48) - Andreas Heinrich Buchholtz (Bucholz) (I 49) - Buchhorst (I 49) - Buchler (I 49) - Buchler-Villa (II 32) - Hermann August Alois Buchler (II 32) - Käthe Buchler (I 49) - Büchsenmacher (I 49) - Martin Friedrich Carl Bücking (II 32) - Bühler → MIAG (I 50) - Bülow-Villa (II 33) - Bültenweg (I 50) - Bürgermeister → Rat der Stadt (I 50) - Bürgerrecht (I 50) - Bürgerschulen (I 50) - Bürgerverein (I 50) - Bürgerwehr (Braunschweig) (I 51) - Johann Heinrich Frau Wilhelm Büssing (II 33) - Büssingwerke (I 51) - Johannes Bugenhagen (I 51) - Bugenhagendenkmal (I 51) - Bullenteich (II 33) - Bund Bildender Künstler (I 52) - Bundesamt für Luftfahrt → Luftfahrt-Bundesamt (I 52) - Bundesbahn-Ausbesserungswerk → Eisenbahnbauwerkstätte (I 52) - Burg Dankwarderode (I 52) - Burgkapelle St. Georg und St. Gertrud (I 53) - Burglöwe (I 53) - Burgpassage → Passagen (I 53) - Burgplatz (I 53) - Burgplatz 2a, Hofgebäude → Handwerker-Lehrlingsheim (II 33) - Johann Christian Burmester → Schloss Richmond (I 54) - Gerd Burtchen (I 54) |

## C
| - C. & A.-Haus (II 34) - Café Haertle → Café Lück (I 55) - Café Lück → Lück, Café (I 55) - Café Okerterrassen → Okerterrassen, Café (I 55) - Café Tolle → Tolle, Café (I 55) - Café Voigt → Voigt, Café (I 55) - Café Wagner → Wagner, Café (I 55) - Christoph Camenis → Kaffeehäuser (I 55) - Johann Camman d. J. (I 55) - Joachim Heinrich Campe (I 55) - Traugutt Karl Friedrich Günther Cario (II 34) - Caritas → Kolpingfamilie (I 55) - Caroline Auguste → (Caroline) Auguste (Ferdinandine) Fischer (I 34) - Heinrich Caspari (I 55) - Casparistraße (I 56) - Caspari-Vertrag (I 56) - CDU (I 56) - Celler Straße 3 → Villa Bülow (II 34) | - Charlottenhöhe → Zuckerberg (I 56) - Charlottenhöhe (Braunschweig) (I ) - Johann Chemnitz (I 56) - Martin Chemnitz (I 56) - Christophorusschule → Jugenddorf-Christophorusschule Braunschweig (I 57) - Cissée Bestattungsunternehmen (I 57) - Citypassage → Passagen (I 57) - Cityring (I 57) - Günther Clausen → Notgeld (I 57 + II 34) - Heinrich Wilhelm August Clauß (II 34) - Collegium Carolinum → Technische Universität Braunschweig (I 57) - Cramer von Clausbruchsche Villa → St. Vinzenzkrankenhaus (I 57) - Creditreform (II 35) - Wilhelm Cronberger (II 35) - Cronecken der Sassen → Hermann Bote (I 57) - Julius Cserwinka (II 35) - Cornelius Cuntz (II 35) - Cyriakusstift (I 57) |

## D
| - Dachdecker (II 36) - Damm (Braunschweig) (I 58) - A. Dammeyer → Böttcher (I 58) - Dammpassage → Passagen (I 58) - von Dammsche Stiftung (I 58) - Dankwarderode → Burg Dankwarderode (I 58) - Dankwardstraße (I 58) - Helene Dankworth (II 36) - Dannenbaumsches Haus → Auguststraße (I 58) - Elsa Daubert (II 36) - Daubert Konservenfabriken (II 36) - Alexander David → Geschichte der Juden in Braunschweig (I 58) - Nikolaus Decius (II 36) - Adolf Dedekind → Richard Dedekind (I 58) - Julie Dedekind → Richard Dedekind (I 58) - Richard Dedekind (I 58) - Graf Konrad Detlev von Dehn (II 37) - Friedrich Deicke (II 37) - Delphin Schwimmverein (I 58) - Denkmalpflege (I 59) - Deutsche Bank → Banken (I 59) - Deutsche Forschungsanstalt für Luft- und Raumfahrt e. V. (DLR) (I 59) - Deutsche Müllerschule (I 59) - Deutsche Reichszeitung → Vieweg (I 59) - Deutscher Alpenverein, Sektion Braunschweig (I 59) | - Deutscher Hermann (I 59) - Deutsch-Katholische Gemeinde → Johannes Jacob Selenka (I 59) - Walter Dexel (I 59) - Dibbesdorf (I 60 + II 37) - Paul Diercke (I 60) - Hermann Georg Heinrich Dießelhorst (II 37) - von Dolffs & Helle → Braunschweiger Turn- und Sportgerätefabrik Philipp Gothmann (I 60) - Dominikaner → Paulinerkloster (I 60) - Dompassage → Passagen (I 60) - Dompfarre → Langer Hof (I 60) - Domplatz (I 60) - Dompropstei → Bevernsches Schloss (II 38) - Dom St. Blasii (Stiftkirche) (I 61) - Donnerburgsiedlung → Siegfriedviertel (I 61) - Hans Dorn (I 61) - Paul Andreas Dorn (II 38) - Dornse (I 62) - Dowesee → Hauptschulgarten (I 62 + II 38) - Anna Dräger-Mühlenpfordt (I 62) - Dresdner Bank → Banken (I 62) - Drogisten-Akademie (I 62) - Dr.-Willke-Weg (I 62) - Hermann Dürre (I 62) - Düwel (I 63) - Duncker (I 63) |

## E
| - Johann Arnold Ebert (I 63) - Karl (Friedrich) Echtermeier (II 39) → Abtdenkmal (I 63) - Echternstraße (I 68) - Echternstraße 16 → Stobwasserhaus (II 39) - Hans Eckensberger → Braunschweiger Zeitung (I 63) - Georg Eckert (I 64) - Julius Eckhardt → Wiener Bäckerei Julius Eckhardt (I 64) - Lore (Eleonore) Eckardt (II 39) - Eckhardt Porzellanhaus (I 64) - Kurt Edzard (I 64) - Rudolf Egger-Büssing (II 39) - Ehrenbrechtstraße (I 64) - Ehrenbürger (I 64 + II 39) - Eichendorff-Siedlung (I 65) - Eichgericht (II 39) - Ferdinand Eichhorn → Heimbs & Sohn (I 65) - Eichtal (I 65) - Eiermarkt (I 65) - Eingemeindungen (I 65) - Einhornhaus (II 39) - Eintracht Braunschweig (BTSV Eintracht Braunschweig v. 1895 e. V.) (I 65) - Einwohnerzahlen (I 66) - Eisenbahnbauwerkstätte (I 66) - Eisenbahnwesen (I 66) - Eisenbüttel (I 67) - Eiserner Heinrich (I 67) | - Ekbert I. (I 67) - Johann Heinrich Christian Eli (II 40) - Elisabeth von Sachsen-Weimar → Herzogin-Elisabeth-Heim (I 67) - St. Elisabethhospital (II 40) - Elmaussichtsiedlung (I 67) - Julius Elster → Hans (Friedrich Karl) Geitel (II 40) - Otto Elster (Pseudonym Otto von Bruneck, Ludwig Hasse) (II 40) - Johann Ferdinand Friedrich Emperius (II 41) - Christine Enghausen (Pseudonym Enghaus, verheiratete Hebbel) (II 41) - Hans Engelbrecht (II 41) - Helene Engelbrecht (II 41) - Louis (Konrad Eobald) Engelbrecht (II 42) - Christine Enghaus → Christine Enghausen (II 42) - Entbindungsheim für Ostarbeiterinnen → Zwangsarbeiter (I 68) - Hans Eppe (II 42) - Erholungsgebiete → Parkanlagen (I 68) - Heinrich Ernst → Notgeld (I 68) - Alexander (Leopold) von Erichsen (II 42) - Ernst August (Christian Georg) Herzog zu Braunschweig und Lüneburg (II 42) - Johann Joachim Eschenburg (I 68) - Eulenspiegel (II 43) → Hermann Bote (I 68) - Eulenspiegelbrunnen (I 68) - Eulenspiegelhaus (II 43) - Eulenspiegeltwete → Mummentwete (I 68) - (Berta) Helene Evers (II 43) - Kät(h)e Evers (II 43) |

## F
| - Fachhochschule Braunschweig-Wolfenbüttel Fachbereich Sozialwesen (I 68) - Fachwerk (I 68) - Fallersleber Straße (I 69) - Fallersleber Tor (I 69) - Fallersleber-Tor-Wall 16 → Felmy-Villa (II 44) - Fasanenhölzchen → Stadtpark (I 69) - Minna Faßhauer (I 69 + II 44) - Faule Mette (I 70) - Fayencemanufakturen (I 70) - FDP (I 70) - Feldmark (II 44) - Feldschlößchen Brauerei (I 70 + II 44) - Felmy-Villa (II 44) - Felsenkeller (II 44) - Felten Restaurant (II 45) - Ferdinand Herzog von Braunschweig-Lüneburg (I 70) - Fernwärme (I 70) - Alexander Ernst Fesca (I 70) - Festliche Tage Neuer Kammermusik → Tage Neuer Kammermusik (I 71) - Feuchter Pinsel (I 71) - Feuerordnung (I 71) - Feuerwaffen → Büchsenmacher (I 71) - Feuerwehr (I 71 + II 45) - Feuerwehrmuseum → Landesfeuerwehrmuseum (II 45) - Filmtheater (I 71 + II 45) - Karl Emanuel Wilhelm August Fink (I 71) - Otto Finsch (I 72) - (Caroline) Auguste (Ferdinandine) Fischer (Pseudonym Caroline Auguste) (II 45) - Hermann Fischer (I 72) - (Karl Christian Julius) Oskar Fischer (II 45) - Caroline Fischer-Achten (II 15 + II 46) - Fischerkampsiedlung → Querum (I 72) - Flächenentwicklung (I 72) - Flebbe-Haus (II 46) - Eduard Flechsig (II 46) - Werner Flechsig (I 72) - Fleischer → Knochenhauer (I 73) - Carl Christoph Wilhelm Fleischer (II 46) - Friedrich Gottlob Fleischer (I 73) - Herman Flesche (I 73) - Fliegerviertel → Malerviertel (I 73) - Flohwinkel → Bäckerklint (I 73) - Flora (I 73) - Flüchtlinge (I 73) - Flughafen (I 74) | - Formsammlung (I 74) - Forstbotanischer Garten (I 74) - Städtische Fortbildungs- und Gewerbeschule → Hochschule für Bildende Künste (I 75) - Forsthaus Restaurant und Hotel (II 47) - Kaufhaus Adolf Frank (II 47) - Franke und Heidecke → Rollei (I 75) - Gerhard von Frankenberg und Ludwigsdorf (II 47) - Frankfurter Straße (I 75) - Wilhelm Frantzen (I 75) - Franziskaner → Brüdernkloster (I 75) - Franzsches Feld (I 75) - Frauenbewegung (I 75) - Freie Waldorfschule (I 75) - Freimaurer (I 76) - Eduard Freise → Drogistenakademie (I 76) - Freizeit- und Bildungszentrum (I 76) - Harm-Walter Fricke (II 47) - Karl Emanuel Robert Fricke (II 47) - Rudolf Fricke → Notgeld (I 76 + II 48) - Fricke-Schmidbauer Schwerlast GmbH (II 48) - Friedensallee → Jasperallee (I 76) - Friedhöfe (I 76) - Friedrich-Gerstäcker-Gesellschaft (I 77) - Friedrich-Gerstäcker-Museum (I 77) - Friedrich-Gerstäcker-Preis (I 77) - Friedrich-Gerstäcker-Schule (I 77) - Friedrich Ulrich, Herzog zu Braunschweig und Lüneburg (II 48) - Friedrich Wilhelm, Herzog zu Braunschweig und Lüneburg (I 77) - Friedrich-Wilhelm-Eiche (I 77) - Friedrich-Wilhelm-Passage → Passagen (I 78) - Friedrich-Wilhelm-Platz (I 78) - Friedrich-Wilhelm-Platz 3 → Amberg-Villa (II 49) - Friedrich-Wilhelm-Straße (I 78) - Friedrich-Wilhelm-Straße 23 → Herbst Weinstuben (II 49) - Friedrich-Wilhelm-Straße 51 → Haus Anker (II 49) - Kurt Otto Friedrichs (II 48) - Friesenstraße (I 78) - Nicodemus Frischlin (II 49) - Edmund Friedrich Frohne (II 49) - Martha Fuchs (I 78) - Fürstlicher Park → Theater- und Museumpark (I 78) - Franz Fuhse (I 78) - Anny Funke-Schmidt (II 49) - Fußball → Konrad Koch (I 78) |

## G
| - Karl Christian Gärtner (I 79) - Gästehaus der TU (I 79) - Ganztagsgymnasium Jugenddorf-Christophorusschule Braunschweig (I 79) - Garküche (I 79) - Garnison (I 79) - Garnisonkirche (I 79) - Gartenstadt (I 80) - Anna Rosina de Gasc (I 80) - Gustav Gassner (I 80 + II 50) - Gastarbeiter (I 81) - Gaswerk (I 81) - Carl Friedrich Gauß (I 81) - Gaußberg (I 81) - Gauß-Denkmal (Braunschweig) (I 82) - Gaußmedaille → Braunschweigische Wissenschaftliche Gesellschaft (I 82) - Gaußmuseum (I 82) - Gaußschule (I 82) - (Friedrich) Karl Gebensleben (II 50) - Wilhelm von Gebhardi (II 50) - Gebrüder-Müller-Quartett (I 82) - Gefängnisse (I 82) - Gehörlosenschule → Landesbildungszentrum für Gehörlose (I 83) - Geiershagen (I 83) - Theodor Geiger (I 83) - Geistliches Ministerium (I 83) - Hans (Friedrich Karl) Geitel (II 50) - Geitelde (I 83) - Eduard Gelpke (I 83) - Gemeindeverwaltungsschule → Niedersächsisches Studieninstitut für kommunale Verwaltung (I 84) - Gemeiner Rat → Rat der Stadt (I 84) - Gemüse-Großmarkt (II 50) - Geologie (I 84) - Georg-Eckert-Institut für internationale Schulbuchforschung (I 84) - Georg-Eckert-Straße → Schulweg (I 84) - Gerber (I 84) - Gericht zur Eiche → Eichgericht (II 51) - Gerichtspassage → Passagen (I 85) - Gerichtswesen (I 85) - Christoph Gerke (II 51) - Gerloffsche Villa → Formsammlung (I 85) - Friedrich Gerstäcker (I 85 + II 51) - Gerstäcker-Gesellschaft → Friedrich-Gerstäcker-Gesellschaft (I 86) - Gerstäcker-Museum → Friedrich-Gerstäcker-Museum (I 86) - Gerstäcker-Preis → Friedrich-Gerstäcker-Preis (I 86) - Markgräfin Gertrud II. (I 86) - Gertruden-Kaland (I 86) - Gewerkschaft Erziehung und Wissenschaft (GEW) (II 51) - Gerwin von Hameln (I 86) - Gesangvereine (I 86) - Geschützgießer → Glockengießer (I 88) - Gewandhaus (I 88) - Gewerbeschule → Hochschule für Bildende Künste (I 88) - Gewerkschaften → Arbeiterbewegung (I 88) - Ghellerburg (II 51) - Friedrich Giem Glas- und Porzellanwaren (II 51) - Giersberg (I 88) - Carl Giesecke (II 51) - Friedrich Oskar Giesel (I 88) - Gieseler (I 89) | - Dr. Theodor Giftschnabel (II 52) - Gildehaus → Huneborstelsches Haus (I 89) - Gilden → Zunft- und Gildenwesen in Braunschweig (I 89) - Adolf Glaser (Pseudonym: Reinald Reimar) (I 89 + II 52) - Gliesmarode (I 89) - Gliesmaroder Turm (II 52) - Glockengießer (I 89) - Hermann Glockner (II 52) - Paul Gmeiner (I 90 + II 52) - Helmuth (Gustav Robert) Gmelin (II 52) - Johannes Göderitz (II 53) - Heinrich Göding d. Ä. (II 53) - Gördelingerstraße (I 90) - Buchhandlung Benno Goeritz (I 90) - Goethe in Braunschweig (II 53) - Hedwig Götze-Sievers (I 90) - Goldschmiede (I 90) - Philipp Gothmann → Braunschweiger Turn- und Sportgerätefabrik - Carl (Julius Barthold) Götting (II 54) - Martin Gosebruch (II 54) - Robert Gottschalk (I 90) - Gertrud Gottschalk-Wegmann (II 54) - Johann Friedrich Gräfe (I 91) - Buchhandlung Graff und Antiquariat (I 91) - Helene (Adolphine) Graff, Pseudonym A. H. Lehne (II 54) - Konservenfabrik Gebrüder Grahe (II 54) - Maximilian Grahl (II 55) - Johann Heinrich Grassau → Zichorienkaffee (I 91) - Graue Katze (II 55) - Grauer Hof (I 91) - Johann Philipp Graumann → Münzwesen (I 91) - Gebrüder Gravenhorst (I 92) - Grebe und Kunze Bauzentrum (I 92) - Friedrich Konrad Griepenkerl (II 55) - Robert Wolfgang Griepenkerl (I 92 + II 56) - Drahtwarenfabriken Grimm und Marre (II 56) - Grimme, Natalis & Co. → Brunsviga (I 92) - Gropengießer (I 92) - Großer Brief (II 56) - Großer Club (I 92) - Großer Hof (I 92) - Großes Kaffeehaus → Kaffeehäuser (I 93) - Großes Weghaus (I 93) - Hermann Grote (II 56) - Otto Grotewohl (I 93) - Grotrian-Steinweg (I 94) - Möbeltransport Spedition Carl Grove (I 94) - Die Grünen (I 94) - Grüner Jäger (I 94) - Grüner Löwe (I 94) - Grundschulen (I 95) - Güldenklinke → Neue Güldenklinke (I 95) - Güldenstraße (I 95) - Güldenstraße 9 → Gasthof Stadt Seesen (II 57) - (Carl Heinrich) Hermann (Ferdinand) Günther (II 57) - Günthersche Lehranstalt → Raabeschule (I 95) - Gürtler (I 95) - Güterbahnhof (II 57) - Max Gutkind (II 57) - Gymnasien (I 95) |

## H
| - Friedrich Habenicht → Mutter Habenicht (II 58) - Christian Friedrich Georg Wilhelm Habich (II 58) - Karl Ludwig Häberlin (II 58) - Ludwig Hänselmann (I 96) - Café Haertle → Café Lück (I 96) - Ernst Häseler (II 58) - Hafen (I 96) - Hagen (I 96) - Hagenbruch (II 58) - Hagenbrücke (I 96) - Hagenmarkt (I 97) - Hagenmarkt 13 (II 58) - Hagenmarktapotheke → Apotheken (I 97 + II 59) - Hagenrathaus (I 97) - Hagenscharrn (I 97) - Hagenschänke (II 59) - Halle Seilerei (I 98) - Hamburger & Littauer (II 59) - Maschinenfabrik Hammer → Karges-Hammer Maschinenfabrik (I 98) - Hammer-Stiftung (I 59) - Handelskammer → Industrie- und Handelskammer Braunschweig (I 98) - Handelsstraßen (I 98) - Handelsweg → Sedanbazar (I 98) - Handschuh-Röver (I 98) - Braunschweiger Handwerkerverein → Turn- und Rasensportverein (I 98) - Handwerkskammer Braunschweig (I 98) - Handwerker-Lehrlingsheim (II 60) - Handwerksschule → Hochschule für Bildende Künste (I 99) - Hanse (I 99) - Hansemannpassage → Passagen (I 99) - Hans-Würtz-Schule (I 99) - Egbert (Theodor) Harbert (II 60) - Rudolf Harbig (II 60) - Harderode → Querum (II 60) - Harfen-Agnes (I 99) - Johann Oswald Harms (II 61) - Theodor Hartig → Forstbotanischer Garten (I 99) - Hellmuth (Paul Emil) Hartmann (II 61) - Rudolf Hartung (I 99) - Harxbüttel (I 99 + II 61) - Ludwig Hasse → Otto Elster (II 61) - Harz und Heide (I 99) - Hauptbahnhof → Eisenbahnwesen (I 100) - Hauptfriedhof → Friedhöfe (I 100) - Hauptschulen (I 100) - Hauptschulgarten (I 100) - Haus Anker (II 61) - Haus der Caritas → Kolpingfamilie (I 100) - Johann Gottlieb Hauswaldt → Zichorienkaffee (I 100) - Haus-, Wohnungs- und Grundeigentümer-Verein Braunschweig e. V. (II 62) - Haus zu den 7 Türmen (I 100) - Haus zum goldenen Stern → Kohlmarkt (I 100) - Haus (Hof) zur Eule (II 62) - Haus zur Hanse (I 100 + II 62) - Haus zur Rose → Kohlmarkt (I 100) - Haus zur Sonne → Kohlmarkt (I 100) - Christine Hebbel → Christine Engehausen (II 62) - Käthe Hecke-Isensee (II 62) - Karl August Theodor Heel (I 101) - Heinrich Heffter (II 62) - Heidberg (I 101) - Heidbergpark (II 63) - Heilig-Geist-Kaland → Hl. Geist-Kaland (I 101) - Heilig-Geist-Kapelle → Hl. Geist-Kapelle (I 101) - Heimbs & Sohn (I 101) - Die Heimliche Rechenschaft (II 63) - Dr. Heinemann Berufsfachschule (II 63) - (Heinrich Ernst Ludwig) Ferdinand von Heinemann (II 63) - Hermann von Heinemann (II 63) - Heinrich der Jüngere, Herzog zu Braunschweig und Lüneburg (II 64) - Heinrich der Löwe (I 101) - Heinrich Julius, Herzog zu Braunschweig und Lüneburg (II 64) - Heinrich-Mack-Straße → Heinrich Mack (I 103) - Heinrichsbrunnen (I 103) - Gaststätte Heinrichshafen (II 65) - Heinrichslinde → Domplatz (I 103) - August Heller Gustav Schuchard (II 65) | - Ludwig Hellft (II 65) - Johann Christian Ludwig Hellwig (I 103) - Friedrich Ludwig Christian Henneberg (I 104) - Rudolf Friedrich August Henneberg (I 104) - Herberge zur Heimat (II 66) - Herbst Weinstuben (II 66) - August Hermann (I 104) - Herrendorf → Herrendorftwete (I 104) - Herrendorftwete (I 104) - Hans Herrig (II 67) - (Friedrich Christian) Ludwig Herrig (II 66) - Herrschaftlicher Weg (II 67) - Hans Herse (I 104) - Emil (August Robert) Herzig (II 67) - Herzog Anton Ulrich-Museum (HAUM) (I 105) - Herzogin-Elisabeth-Heim (I 105) - Herzog-Johann-Albrecht-Oberrealschule → Hoffmann-von-Fallersleben-Schule (I 105) - Wilhelm Hesse (II 67) - Bruno Heusinger (I 105) - Johann Heinrich Christian Heusinger (Pseudonym Vorname: Eduard) (II 68) - Lisette Heyde (II 68) - Heydenstraße (I 105) - Hinrichtungsstätte → Hohes Gericht (II 68) - Hinter Aegidien (I 105) - Hinter der Magnikirche (I 106) - Hinter Liebfrauen (I 106) - Hintern Brüdern (I 106) - Hintern Brüdern 18 → Haus (Hof) zur Eule (II 68) - Hitler in Braunschweig (I 106) - Hl. Geist-Kaland → Matthäus-Kaland (I 107) - Hl. Geist-Kapelle (I 107) - Hochschule für Bildende Künste (HBK) (I 107) - Hochwasser (II 68) - Walther Hoeck (II 69) - Höhe (I 107) - Hörstelsche Villa → Hollandtsgarten (I 108) - Hoffmann Augenklinik → Dr. Hoffmann (I 108) - August Heinrich Hoffmann (genannt von Fallersleben) (II 69) - Hoffmann-von-Fallersleben-Schule (HvF) (I 108) - Sanitätshaus Hoffmeister (I 108) - Hofjäger (I 108) - Hof zur Eule (II 70) - Jakob Hofmann (I 108) - Werner Hofmeister (II 69) - Hohes Gericht (II 70) - Hohes Tor (I 108) - Hohetorwall 11 (II 70) - Friedrich-Wilhelm Holland (II 70) - August Hollandt → Revolution von 1848/49 (II 70) - Hollandtsgarten (I 108) - Ludeke Hollant (I 109 + II 70) - Franz von Holstein (I 109) - Holsts Garten (I 109) - Benno von Holwede (II 70) - Hondelage (I 109 + II 71) - Dr. Holofernes Honigschnabel → August Otto-Walster (II 71) - Honigkuchenbäcker (110) - Else Hoppe (I 110) - Karl Hoppe (I 110) - Ernst Wilhelm Horn (II 71) - Hedwig Hornburg (I 110) - Hotels (110) - Howaldt (I 111) - Georg Ferdinand Howaldt (I 111) - Hermann Heinrich Howaldt (I 111) - Huch (I 111) - Ricarda Huch → Hohetorwall 11 (I 111 + II 71) - Hugenotten (I 112) - Huldigung (I 112) - Julius Hundeiker (II 71) - Huneborstelsches Haus (I 112) - Conrad Friedrich Hurlebusch (I 112) - Husarenkaserne Kasernen (I 113) - Husarenstraße (I 113) - Hutfiltern (I 113 + II 71) - Hutmacher → Hutfiltern (I 113) |

## I
| - Rudolf (Ludwig Martin) Iglisch (II 72) - Walter Bruno Iltz (II 72) - Ina-Seidel-Schule (I 113) - Industrialisierung (I 113) - Industrie- und Handelskammer Braunschweig (I 114) - Hans Herloff Inhoffen (II 72) | - Inselwallpark → Löbbeckes Insel (I 114) - Integrierte Gesamtschule Braunschweig-West → Wilhelm-Bracke-Gesamtschule (I 114) - Integrierte Gesamtschule Franzsches Feld (I 114) - Integrierte Gesamtschule Querum (II 72) - Interimistikum (II 72) - Irrenhaus → Alexiusbrüder (I 114) |

## J
| - Jägerhof → Reichsjägerhof (I 115) - Jägerhofstiftung → Reichsjägerhof (I 115) - Käthe Jahns (II 73) - Jahnsche Realschule → Raabeschule (I 115) - Jahrmarkt → Markt (I 115) - St. Jakobi (I 115) - Jakobskirche (I 115) - Jakobstraße (I 115) - Heinrich Jasper (I 115) - Jasperallee (I 116) - Juwelier Jauns (I 116) - Anton Detlev Jenner (II 73) - Friedrieke Magdalene Jerusalem (II 73) - Johann Friedrich Wilhelm Jerusalem (I 116) - Jerusalem-Haus (II 73) - Wilhelm Jesse (I 117) - St. Jodoci (I 117) - St. Jodoci-Kapelle (I 117) - St. Jodoci-Hospital (I 117) - Jodutenstraße (I 117) - Jöddenstraße (I 117) - Jödebrunnen → Wasserversorgung (I 117) | - Johann Albrecht (Ernst Konstantin), Herzog zu Mecklenburg-Schwerin, Regent von Braunschweig (II 73) - St. Johannis (I 117) - St. Johannis-Hospital (I 117) - Johanniter (I 117) - John-F.-Kennedy-Platz (I 118) - Robert Jordan (I 118 + II 74) - Walter Jordan (II 74) - St. Joseph (I 118) - Juden (I 118) - Max Jüdel (I 119) - Jüdel-Villa (II 74) - Judenhäuser (II 74) - Jüdische Friedhöfe (II 75) - Gebr. Jürgens (I 119 + II 75) - Karl Heinrich Jürgens (I 119) - Jugenddorf-Christophorusschule Braunschweig (I 120) - Jugendherberge (I 120) - Julius, Herzog zu Braunschweig und Lüneburg (II 75) - Jungfernstieg → Neue Straße (I 120) - Eduard (Wilhelm Leonhard) Justi (II 75) - Jutespinnerei (I 120) |

## K
| - Kämmer-Schule → Oskar-Kämmer-Schule (I 120) - Kaffeegärten (I 120) - Kaffeehäuser (I 120) - Kaffeetwete (I 121) - Sammlung Walter Kahn → Mineralien-Kabinett (I 121) - Hella Kaiser (II 76) - Kaiserstraße (I 121) - Kaiser-Wilhelm-Straße → Jasperallee (I 121) - Kaland (I 121) - Kalender (I 121) - Kalenwall (I 122) - Kalmsches Haus (II 76) - Bodo Kampmann (II 76) - Karl Kalms → Café Lück (I 122) - Kammergebäude (I 122) - Kanalisation → Kläranlagen (I 122) - Kannengießerstraße (I 122) - Hugo Kanter (II 77) - Kanthochschule → Pädagogische Hochschule Braunschweig (I 122) - Kanzlerfeld (I 122) - Kapitulation 1945 → Erich Bockler (II 77) - Karges-Hammer (I 122) - Karl I., Herzog zu Braunschweig und Lüneburg (I 123) - Karl II., Herzog zu Braunschweig und Lüneburg (I 123) - Karl Wilhelm Ferdinand, Herzog zu Braunschweig und Lüneburg (I 123) - Karneval (II 77) - Karrenführerstraße (I 124) - Karstadt (I 124) - Kasernen (I 124) - Ludwig Kasper (II 77) - St. Katharinen (I 124) - Katharineum → Martino-Katharineum (I 126) - Katholische Gemeinde (I 126) - Kattreppeln → (I 126 + II 77) - Kattreppeln 13 Einhornhaus (II 77) - Kaufmännische Fortbildungsschule → Berufsbildende Schulen (BBS) (II 78) - Arno Keil (II 78) - Kemenaten (I 126) - Kennedy-Platz →John-F.-Kennedy-Platz (I 127) - Kennelbad → Bäder (I 127) - Kerntangentenquadrat → Cityring (I 127) - Heinrich Kielhorn (I 127) - Kielhorn-Schule (I 127) - Kindergärten, Kinderhorte (II 78) - Kinos → Filmtheater (I 127) - Kläranlagen (I 127) - Dietrich Klagges (I 127) - Klares A → Braunschweiger Hochdeutsch (II 78) - Kleiderordnungen (I 128) - Kleidersellerweg (I 128) - Kleine Burg 8 → Maria-Magdalenen-Kapelle (II 78) - Kleine Burg (Straße) (I 128) - Gymnasium Kleine Burg (I 128) - Kleines Haus → Staatstheater (I 128) - Kleingärten (I 128) - Kleinkinderbewahranstalt → David Mansfeld (I 129) - Klempner (II 78) - Philipp Friedrich Hermann Klencke (Pseudonym: Hermann Malitz u. a.) (I 129 + II 78) - Anna Klie (I 129) - Ernst August Friedrich Klingemann (I 129) - Klinghammer (II 78) - Klint (Braunschweig) (I 130) - Klinterklater (II 79) - Klipphaus, Klippstube (II 79) - Walter Klöditz (II 79) - Hertha Kluge-Kahn (II 79) - Friedrich Ludwig Knapp (I 130) - Büchsenmacherei Knappworst (I 130) | - Adolph Freiherr von Knigge (I 130) - Emmi Knoche (II 80) - Knochenhauer (I 130) - Knochenhauerstraße - Alte Knochenhauerstraße (I 130) - Neue Knochenhauerstraße (I 130) - Friedrich Knoll (II 80) - Johann Heinrich Friedrich Knolle (II 80) - Gustav Knuth (II 80) - Friedrich Koch → Möbel-Koch (II 80) - Konrad Koch (I 130) - Konservenfabrik Max Koch (II 80) - Rudolf Koch (II 81) - Karl Köchy (II 81) - Leo Freiherr von König (I 130) - Heinrich Königsdorf (I 130) - Erich Körner (II 81) - Karl Körner (II 81) - Adolf Otto Koeppen (I 130) - Kohlmarkt (I 130) - Friedrich Koldewey (II 82) - Kolonialdenkmal (I 130) - Konen → Hamburger & Littauer (II 82) - Kolpingfamilie (I 131) - Kombinierter Konvent → St. Johannis-Hospital (I 132) - Julius Konegen (I 132) - Konservenindustrie (I 132) - Allgemeiner Konsum-Verein (I 132) - Konzerthaus (I 133, II 82) - Heinrich Koppe (II 82) - Hermann Korb → Grauer Hof (I 133, II 83) - Korbmacher (II 83) - Georg Ludwig Korfes (I 133) - Paul Kößler (II 82) - Friedrich Wilhelm Kraemer (I 133) - Werner Kraft (II 83) - Kragenbär (I 133) - Friedrich Maria Krahe (I 133) - Peter Joseph Krahe (I 133) - Krähenfeld (II 83) - Kralenriede (I 134) - Kramer (I 134) - Arnold Kramer (I 134) - Städtische Krankenhäuser (I 134) - Krankenkassen (II 83) - Otto Kratsch → Otto Rasche (II 84) - Friedrich Kreiß (I 135) - Backhaus Kretschmar (IK 135) - Kreuzkirche (II 84) - Kreuzkloster (I 135) - Kreuzteich → Riddagshausen (I 135) - Hans Kroepelin (II 84) - Kröppelstraße (I 135) - Elisabeth Kronseder (I 135) - Christian Friedrich Krull (I 135) - Gottschalk Kruse (I 136) - Herzoglicher Küchengarten → Jasperallee (I 136) - Küchenrat → Rat der Stadt (I 136) - Küchenstraße (I 136) - Alfred Kuhlenkamp (II 84) - Hermann Kühn (II 84) - Emil Ludwig Georg Kuhne (II 84) - Alfred Kühner → Tee-Onkel (I 136) - Kürschner (I 136) - Kuhstraße (I 136) - Kunstverein Braunschweig (I 136) - Kupfertwete (I 136) |

## L
| - Lachmann, Gelehrtenfamilie: - Franz Heinrich August Lachmann (I 137) - Karl Friedrich Wilhelm Lachmann (I 137) - Heinrich Wilhelm Ludolph Lachmann (I 137) - Lachmann-Haus (II 85) - August Heinrich Julius Lafontaine (I 137) - Hermann Lagershausen (II 85) - Lakenmacher (I 137) - Lämmchenriede (II 85) - Lämmchenteich → Lämmchenriede (II 85) - Lamme (I 137) - Heinrich Lampe (I 138) - Landesbildungszentrum für Hörgeschädigte (I 138) - Landesbrandversicherungsanstalt → Braunschweigische Landesbrandversicherungsanstalt (II 86) - Landesmuseum → Braunschweigisches Landesmuseum (I 138) - Landesversicherungsanstalt Braunschweig (II 86) - Landeszentralbank → Banken (I 138) - Landgericht (I 138) - Landschaftliches Haus (I 138) - Neue Landschaftsordnung (I 139) - Landtag (I 139) - Landwehr (I 140) - Karl (Friedrich Wilhelm) Lange (II 86) - Lange Brücke → Hinter Liebfrauen (I 140, II II 86) - Langedammstraße (I 140) - Anton Gustav Friedrich Langerfeldt (I 140) - Langerfeldt Wäschehaus (I 140) - Langer Hof (I 140) - Lange Straße (I 140) - Christian Gottlob Langwagen (I 141) - Lappenberg (II 87) - Laternen → Straßenbeleuchtung (I 141) - Lauenturm → Kohlmarkt (I 141) - St. Laurentius (I 141) - Haus der Lebenshilfe (I 141) - Lefflersche Schule → Sophienschule (I 141) - Fritz Lehmann → Landesfeuerwehrmuseum (II 87) - Lehmann Oppenheimer & Sohn → Bankhaus Oppenheimer (II 87) - Lehndorf (I 141, II 87) - Lehrerausbildung → Pädagogische Hochschule Braunschweig (I 142) - Lehrlingsheim Handwerker → Lehrlingsheim (II 88) - Johann Ludwig August Leibrock (I 142) - Ludwig Leichtweiß (II 88) - Leiferde (I 142) - Leihbibliotheken (I 142) - Leihhaus → Banken (I 142) - Leihhausgang (I 142) - Leipziger Straße (I 142) - Johann Anton Leisewitz (I 142) - Leisewitz-Haus → Wallstraße (I 143) - Johannes Leitzen (I 143) | - St. Leonhard (I 143) - Leopoldstraße (I 143) - Leopold von Braunschweig-Wolfenbüttel (I 143) - Gotthold Ephraim Lessing (I 144) - Lessingdenkmal (I 144) - Lessinggymnasium (I 144) - Leuchtenmacher, Eisern → Klempner (II 88) - Louis Levin (I 144) - Liberei → St. Andreas (I 145) - Ephraim Moses Lilien (I 145) - Lilienvente (II 88) - Friedrich (Carl August) Lilly (II 88) - Albert Limbach Druck- und Verlagsgesellschaft u. Co. KG (I 145, II 88) - Limbeck → Lämmchenriede (II 88) - Limbecker Straße → Lämmchenriede (II 88) - Lincoln-Siedlung (I 145) - Lindenbergsiedlung (I 145) - Lindenhof Restaurant (I 145) - Lindentwete (I 146) - Carl Lippold Schneiderei (II 89) - Literarische Vereinigung Braunschweig e.V. (I 146) - Litolff Verlag u. Collection (I 146) - Löbbecke Bankhaus (I 14) - Amalie Löbbecke (II 89) - Luise Löbbecke (I 146, II 89) - Löbbeckes Villa (I 146) - Löbbeckes Insel (I 146) - Kurt Löhner (I 147) - Anna Löhr (I 147) - August Löhr (I 147) - Hanns Löhr (I 147) - Löwenpasage → Passagen (I 147) - Löwenwall (I 147) - Löwenwall 6 → Villa Westermann (II 89) - Logen → Freimaurer (I 147) - Lotterie (II 89) - Erich Walter Lotz (II 89) - Ludger tom Ring d. J. (I 14) - Ludwig Rudolf, Herzog zu Braunschweig und Lüneburg (I 147) - Ludwig-Spohr-Preis → Ludwig Spohr (I 148) - Georg Lübke (II 90) - Café Lück (I 148) - Heinrich Lüders (II 90) - Lünischteich (I 148) - Luftangriffe (I 148) - Luftfahrt-Bundesamt (I 148) - Luftfahrtindustrie (I 149) - Luise-Löbbecke-Schule (I 149) - Luisenstift → Oswald Berkhan (I 149) - Luther-Werke (I 149) - Otto Lutz (II 90) - Lutzroller (I 149) |

## M
| - Friedrich Thilo Maatsch (I 150) - Heinrich Mack (I 150) - Georg Mackensen (I 150) - Madamenweg (I 150) - Otto (Maeder) Maedisius (II 91) - Männerturnverein MTV) (I 150) - Magistrat → Rat der Stadt (I 150) - Magnikirchstraße (I 151) - Magnitor → Am Magnitor (I 151) - St. Magni (I 150) - Magniviertel (I 151) - Malertwete (I 151) - Malerviertel (I 152) - Mandelnstraße (I 152) - Mansfeld, Juristenfamilie (I 152) - David Mansfeld (um 1799–1863) - Philipp Mansfeld (1798–1871) - Richard Mansfeld (1865–1943) - Wilhelm Mansfeld (1831–1899) - Wilhelm Mansfeld (1875–1955) - Marcard & Co. → Banken (I 152) - Maria-Magdalenen-Kapelle (II 91) - Marienberger Mosaikplatten → Broitzem (I 152) - Marienbrunnen → Altstadtmarkt (I 152) - Marienhospital (I 152) - Marienstift (I 153) - Maring (II 91) - Markt (Wirtschaft) (I 153) - Markthalle (I 153) - Marquarderode → Dowesee (II 91) - Marstall (I 153) - Martineum → Martino-Katharineum (I 153) - St. Martini (I 153) - Martino-Katharineum (I 154) - Martinius Gebäudereinigung (II 91) - Erwin Otto Marx (II 91) - Mascherode (I 154) - Maße und Gewichte (I 154) - Mastbruch (I 155) - Herzogin Mathilde (I 155) - St. Matthäus → Garnisonkirche (I 155) - Matthäus-Kaland (I 155) - Matthäuskapelle (I 155) - Helene Matthies (II 92) - Matthiesenpassage → Passagen (I 155) - Mauernstraße (I 155) - Jakob Mauvillon (I 155) - Max-Jüdel-Stiftung → Max Jüdel (I 156) - Gesche (Magdeburg) Meiburg (II 92) - Bernhard Friedrich Meier → Samen-Meier (I 156) - Helmut Meier (I 156) - Paul Jonas Meier (I 156) - Meinhardshof (I 156) - Meisterschule des Deutschen Handwerks → Hochschule für Bildende Künste Braunschweig (I 156) - Meisterschule für das gestaltende Handwerk → Hochschule für Bildende Künste Braunschweig (I 156) - Melverode (I 156) - August Merges (I 157) - Matthäus Merian → Stadtansichten (I 157) | - Hans-Joachim Mertens (II 92) - Hermann (Georg Friedrich) Mesmer (II 93) - Methfessel-Haus (II 93) - Johann Heinrich Meyer Druckerei und Verlag (I 157) - Wilhelm (Max) Meyer (II 93) - Bankhaus Meyersfeld (II 93) - MIAG (I 157) - Georg Wilhelm Michael → Hauptschulgarten (I 158) - St. Michaelis (I 158) - Michaelishof (I 158) - Michaelistor (I 158) - Michelfelder-Siedlung (I 158) - Militärgefängnis → Gefängnisse (I 159) - Mineralien-Kabinett (I 159) - Louis Mitgau → Rieselfelder (I 159, II 94) - Mittellandkanal (I 159) - Mittelriede (I 159) - Mittelschulen → Realschulen (I 159) - Möbel-Koch (II 93) - Mönchstraße (I 159) - Kurt Mohr (II 93) - Molkerei → Braunschweiger Molkerei (II 94) - Heinz (Karl Wilhelm Joachim) Mollenhauer (II 94) - Carl Momberg (II 93) - Monumentplatz → Löwenwall (I 159) - Moorhütte (I 159) - Dr. von Morgenstern Berufsfachschule (I 160) - Sophie Morich → Sophienschule (I 160) - Karl Philipp Moritz (I 160) - Mosthaus → Burg Dankwarderode (I 160) - Mühle Rüningen (I 161) - Mühlen (I 160) - Carl Mühlenpfordt (I 161) - Villa Mühlenpfordt (II 95 - Müll (I 160) - Friedrich Müller → Sarg-Müller (I 161) - Farben- u. Lackfabrik H. Müller sen. (II 95) - Theodor Müller (II 95) - Müller-Quartet → Gebrüder-Müller-Quartett (I 161) - Ernst Müller-Braunschweig (II 95) - Deutsche Müllerschule (I 162) - Herbert Munte (II 96) - Thomas Müntzer (I 162) - Münzberg (I 162) - Münzstraße (I 162) - Münzwesen (I 162) - Mumme (I 163) - Mumme-Haus (I 163) - Mumme-Lied (I 163) - Mummetwete (I 163) - Munte Bauunternehmen (I 163) - Museum für Photographie (I 163) - Museumpark → Theaterpark (I 164) - Musik (I 164, II 96) - Niedersächsische Musikschule (I 164) - Städtische Musikbibliothek → Brunsviga Gemeinschaftshaus (II 96) - Städtische Musikschule (I 164) - Musikverlage (I 164) - Mutter Habenicht (II 96) |

## N
| - Albine Nagel (II 97) - Albert (Julius Maria Clemens) Natalis (II 97) - Nationalsozialismus in Braunschweig (II 97) - Naturfreunde → Delphin (Schwimmsportverein) (I 165) - Naturhistorisches Museum (I 165) - Robert Naumann (I 165) - Nehrkorn Pächterfamilie (II 98) - Nettelbeck → Beckenwerkerstraße (I 165) - Ludwig Neubeck (II 98) - Friederike Caroline Neuber(in) (II 99) - Neue Arbeiter-Zeitung → Zeitungen (I 165) - Neue Braunschweiger → Zeitungen (I 165) - Neue Güldenklinke (I 165) - Neue Knochenhauerstraße (I 165) - Neue Oberschule (I 16) - Neuer Weg (I 166) - Neue Straße (I 16) - Neuhof → Riddagshausen (I 166) - Buchhandlung Neumeyer (I 166) - Karl Neuss (I 166) - Neustadt (I 166) - Neustadtmühle → An der Neustadtmühle (I 167) - Neustadtrathaus (I 167) - Neustadttor (I 167) | - Nibelungen-Wohnbau GmbH (I 167) - Nickelnkulk (I 167) - Karl Friedrich Adolf Nickol (I 168) - Niederdeutsche Bühne (I 168) - Niedersachsenlied → Hermann Grote (II 99) - Niedersächsische Landesgehörlosenschule → Landesbildungszentrum für Hörgeschädigte (I 138) - Niedersächsische Landestaubstummenanstalt → Landesbildungszentrum für Hörgeschädigte (I 138) - Niedersächsische Motorenwerke → Luftfahrtindustrie (I 168) - Niedersächsische Musikschule Braunschweig (I 168) - Niedersächsisches Studieninstitut für kommunale Verwaltung (I 168) - Niemeyer Augenoptik (I 168) - St. Nikolai (I 168) - Albert Nieß → Zimmerleute (II 99) - St. Nicolai Melverode (II 99) - Franz Niquet (II 99) - Bernhard Noeldechen (II 99) - Ludwig Friedrich Noltemeyer GmbH (I 169) - Nordbahnhof → Eisenbahnwesen (I 169) - Norddeutsche Landesbank → Banken (I 169) - Notgeld (I 169) - Hermann Nothnagel (II 99) - Novemberrevolution (I 169) - Nußberg (I 169) |

## O
| - Oberlandesgericht Braunschweig (I 170) - Obi → C. W. Böttcher (I 170) - Oden (Bildhauerfamilie) (I 170) - Johann Heinrich Oden (1732–1797) - Karl Oden (1771–1837) - Heinrich Georg Engelhard Oden (1773–1825) - Johann Heinrich Christian Oden (1808–1841) - Oeding Druck und Verlag (I 170) - Öffentliche Bücherei (I 171) - Öffentlichen Lebensversicherung Braunschweig → Braunschweigische Landesbrandversicherungsanstalt (II 100) - Öffentlichen Sachversicherung Braunschweig → Braunschweigische Landesbrandversicherungsanstalt (II 100) - Ölper (I 171) - Ölpermühle → Ölper (I 171) - Ölpersee (I 171) - Ölschlägern (I 172) - Sepp Oerter (I 172) - Dieter Oesterlen (II 100) - Ohlendorf (II 100) - Oker (I 172, II 100) - Okerdepartement (I 173) - Okerstraße (I 173) - Café Okerterrassen (I 173) | - Tobias Olfen (I 173) - Johann Elias Olfermann (I 173) - Olympia-Werk → Brunsviga Maschinenwerke (I 174) - Omnibus (II 100) - Opernhaus → Staatstheater Braunschweig (I 174) - Opfertwete (I 174) - Bankhaus Oppenheimer (II 101) - Orientierungsstufen (I 174) - Telemonius Ornatomontanus → Tilemann von Zierenberg (I 174) - Oskar-Kämmer-Schule (I 174) - Ostbahnhof Eisenbahnwesen (I 174) - Max Osterloh (I 174, II 101) - Ostfälisch → Braunschweiger Platt (II 101) - Oswald-Berkhan-Schule (I 174) - Ottenroder Straße → Wabe (I 174) - Ottilienteil (I 174) - Carl Theodor Ottmer (I 175) - Otto IV., deutscher Kaiser und König (I 15) - Otto das Kind (I 175) - Ottonianum → Stadtrecht (I 175) - Karoline Otto-Thate (II 101) - August Otto-Walster → Thomas Fillier (I 175, II 101) - Otto-Willke-Weg → Dr.-Willke-Weg (I 175) |

## P
| - Packhof (I 176) - Packhofstraße → Höhe (I 176) - Gotthold Pahlitzsch (II 102) - Panther Fahrradwerke (I 176) - Papenstieg (I 176) - Papenstieg 3 → Mutter Habenicht (II 102) - Parkanlagen (I 177) - Park-Hotel → Café Lück (I 177) - Partnerstädte (I 177) - Passagen (I 177) - Patrizier (I 177) - St. Pauli (I 178) - Paulinerkirche → Paulinerkloster (I 178) - Johann Ludwig Paulmann (I 178) - Pawelsches Holz (I 178) - Pawelstraße (I 179) - Peek & Cloppenburg → E. F. Witting (I 179) - Perschmann (I 179) - Pest (I 179) - Peter-Joseph-Krahe-Preis → Peter Joseph Krahe (I 179) - Petersilienstraße (I 179) - Peter-und-Paul-Stift → Blasiusstift (I 179) - Victor Friedrich Leberecht Petri (II 102) - St. Petri (I 179) - Petritor (I 180) - Petritorwall 22–29 → Villa Buchler (II 102) - Josef Maximilian Petzval → Voigtländer (I 180) - Pfahldörfer (II 102) - Pfälzer Einwanderer (I 180) - Pfaffenkrieg (I 180) - Karl Pfankuch (II 102) - Hans Pfeifer (I 180) - Hermann Pfeifer (II 103) - Pfeiffer & Schmidt (I 180) - Pferdebahn → Straßenbahn (I 180) | - Carl Pfleiderer (I 180) - Philippine Charlotte, Herzogin von Braunschweig-Lüneburg (II 103) - Otto Philipps (II 103) - Physikalisch-Technische Bundesanstalt (I 181, II 103) - „Pietät“ Bestattungsunternehmen Heinrich Brandes GmbH (I 181) - H. J. Pillmann → Klempner (II104) - Pipenbruderschaft (I 181) - Musikschule Plock (II 104) - Pockels (Familie) (I 182) - Agnes Pockels (1862–1935) (II 104) - Karl Friedrich Pockels (1757–1814) - Caroline Pockels (1828–1900) - Wilhelm Pockels (1832–1904) - Polizeiwesen (I 182) - Werner Pöls (II 104) - Birgit Pollmann (II 105) - Christian (Friedrich Theodor) Pommer (II 105) - Hans Porner (II 105) - Portikus → Augusttor, Bürgerpark (II 105) - Posamentierer (II 105) - Post (I 183) - Poststraße (I 183) - Geschwister Pott (II 106) - Predigerseminar (I 183) - Albert Preuß (II 106) - Friedrich Preusse Bauunternehmung GmbH (I 183) - Prinz-Albrecht-Park → Prinzenpark (I 184) - Prinzenpark (I 184) - Prinzenweg (I 184) - Ludwig (Wilhelm Heinrich) Probst (II 106) - Philipp Ludwig Probst von Wendhausen (II 106) - Promenaden → Wallring (I 184) - Prostitution → Bruchstraße (I 184) - Leo Pungs (II 106) - Puppenspiel (I 184) |

## Q
| - Quadriga → Schloss (I 184) - Adolf Quensen (I 184) | - Konservenfabrik Querner (II 107) - Querum (I 184, II 107) |

## R
| - Raabe-Stuben → Herbst Weinstuben (II 108) - Margarethe Raabe (II 108) - Wilhelm Raabe (I 185) - Wilhelm-Raabe-Gedächtnisstätte (I 185) - Wilhelm-Raabe-Gedenkstein (I 185) - Internationale Raabe-Gesellschaft (I 185) - Wilhelm-Raabe-Preis (I 185) - Raabeschule (I 186) - Radeklint (I 186) - Räterepublik → Novemberrevolution (I 186) - Raffteich (I 186) - Raffturm (I 186) - Käte Ralfs (II 108) - Otto Ralfs (I 187) - Ramdohrsche Buchhandlung (I 187) - Rangierbahnhof (II 108) - Otto Rasche (II 108) - Rasch- und Sayenmacher (I 187) - Walter Raßmann (II 108) - Rat der Stadt (I 187) - Rathaus (I 188) - Ratsbleiche → Bleichen (II 109) - Rautheim (I 188) - Rautmann Geigenbau (I 188) - Hermann Rautmann (II 109) - Realschulen (I 188) - Rechen-August (I 189) - Friedrich (August Emil Philipp) Reck (II 109) - Reformation (I 189) - Reformierte Kirche (I 189) - Rehnstoben (I 189) - Philipp Julius Rehtmeyer (I 190) - Elias Caspar Reichard (II 109) - Wilhelmine Reichard (II 109) - Theodor Reiche (II 110) - Reichsbahnausbesserungswerk → Eisenbahnbauwerkstätte (I 190) - Reichsbund (II 110) - Reichsjägerhof (I 190) - Reichsstraße (I 190) - Reichsstraße 9 → Lachmann-Haus (II 110) - leopold Reidemeister (II 110) - Reinicke & Richau (I 190) - Reiterstandbilder (I 190) - Remenhof-Stiftung (I 190) - Rennelberg (I 191) - Rennelbergstraße → Rennelberg (I 191) - Residenzschloss → Schloss (I 191) - Hugo Retemeyer (I 191) - Friedrich Wilhelm Reuter (II 110) - Revolution von 1848/49 (II 111) | - Urbanus Rhegius (I 191) - Ricarda-Huch-Gesellschaft (I 191) - Ricarda-Huch-Schule (I 191) - Richmond (I 191) - Richmond Park (I 192) - Riddagshausen (I 192) - Kloster Riddagshausen (I 193) - Herman Riedel (II 111) - Friedrich Adolf von Riedesel, Freiherr zu Eisenbach (II 111) - Riedestraße → Lämmchenriede (II 111) - Herman Riegel (I 193) - Kuno Rieke (I 194) - Rieselfelder (I 194) - Ernst Rietschel → Lessing-Denkmal (I 194) - Villa Rimpau (I 194) - Juweliere Gebr. Ring (II 111) - Ludger tom Ring der Jüngere (I 194) - Wilhelminischer Ring (I 195) - Ringbahn → Eisenbahnwesen (I 195) - Ringerbrunnen (I 195) - Ritterbrunnen (I 195) - Ritter St. Georg (I 195) - Ritterstraße (I 196) - Heinrich Rodenstein (I 196) - Rönckendorfscher Garten → Bahnhofspark (I 196) - Jürgen Röttger (I 196) - Handschuh-Röver (I 196) - Roggenmühle Lehndorf → Mühle Rüningen (I 196) - Rokoko-Pavillon → Stöckheim (I 196, II 112) - Rollei (I 196) - Ernst August Roloff (II 112) - Rosbach & Risse → Hamburger & Littauer (II 112) - Edgar R. Rosen (II 112) - Franz Rosenbruch (II 112) - Rosenhagen (I 196) - Rotes Schloss → Braunschweiger Volksfreund (I 197) - Rothenburg (II 113) - Rotgießer → Glockengießer (I 197) - Rudolf August von Braunschweig und Lüneburg (I 197) - Rudolf-Wilke-Preis (I 197) - Rübenschloß (II 113) - Gustav Rüggeberg (I 197) - Rühme (I 19) - Rüningen (I 197) - Rüninger Zollhaus → Rüningen (I 198) - Ruhfäutchenplatz (I 198) - Runenstein (II 113) - Johannes Runge (II 113) - Russenkrankenhaus → Zwangsarbeiter (I 198) - Russische Botschaft (I 198) |

## S
| - Karl Wilhelm Sack (I 199) - Sack (I 199) - Sack (I 199) - Sackrathaus (I 199) - Wilhelm Sagebiel (II 114) - Salve Hopes (I 199) - Samen-Meier (I 200) - Samen-Wrede → Wrede (I 200) - Möbelhaus August Sander (I 200) - Bürstenfabrik D. A. Sander & Sohn (II 114) - Ernst Sander (I 200) - Wilhelm Sandfuchs (II 114) - Sandwüste → Kralenriede (I 200) - Sarg-Müller (I 200) - Irma Scarla (II 114) - Ernst Schacht (II 114) - Schäfers Ruh (I 200, II 115) - Schapen (I 200) - Friedrich Schaper Industriebau GmbH (II 115) - Scharrnstraße (I 200) - Hermann Scheffler (II 115) - Wolfgang Scheffler (II 115) - Karl Friedrich Arend Scheller (I 201, II 116) - Scherbelberg → Bürgerpark (I 201) - Christian Scherer (II 116) - Emmy (Emilie) Scheyer (II 116) - Schichten (I 201) - Karl Paul Egon Schiffers (I 202) - Schild (I 202) - Ferdinand von Schill (I 202) - Schilldenkmal → Schill (I 202) - Carl Georg Wilhelm Schiller (I 202) - Schimmel Pianofortefabrik (I 202) - Schlachter → Knochenhauer (I 203) - Schlachthof (I 203) - Franz Schlaeger (II 116) - Wilhelm Freiherr von Schleinitz (I 203) - Hermann Schlichting (II 117) - Schloss (I 203) - Schlossgarten → Schlosspark (I 204) - Schlosspark (I 204) - Schlosspassage → Passagen (I 204) - Schloßstraße (I 204) - Schmalbach (I 204) - Eduard Schmelzkopf (I 205) - Albert Schmid (I 205) - Konrad Arnold Schmid (I 205) - Anny Schmidt → Anny Funke-Schmidt (II 117) - Johann Georg Schmidt (I 205) - Schmiede (I 205) - Galerie Schmücking (I 205) - Schnaps- und Poesie-Theater (I 206) - Schneider (I 206) - Schöppenstedter Straße (I 206) - Schöppenstedter Turm (I 206) - Hildegard Scholz (II 118) - Wilhelm Scholz (I 206) - Emil Schomburg (II 118) - Andreas Schoppius (I 206) - Agnes Adolphine Agathe Schosnoski → Harfen-Agnes (I 206) - Friedrich Wilhelm Schöttler (II 117) - (Friedrich) Rudolf (August) Schöttler (II 117) - Heinrich Schrader (II 118) → Gesangsvereine (I 206) - Paul August Schrader → Argonauten-Orden (II 118) - Gerhard Schridde (II 118) - Schriftsassenhof → Stöckheim (I 206, II 118) - Carl Schröder (I 206) - Carl Schröder (I 207) - Johann Heinrich Schröder (II 119) - Hermann Schroetter (II 119) - Schubertstraße (I 207) - Kaufhaus Gustav Schuchard (II 119) - Georg Caspar Schürmann (I 207) - Antiquariat Bernhard Schütte (I 207) - Eduard Schütz (I 207) - Schützen (I 208) - Schützenstraße (I 208) - Schuhmacher (I 208) - Schuhstraße (I 208) - Schulbuchhandlung (I 208) - Internationales Schulbuchinstitut → Georg-Eckert-Institut für internationale Schulbuchforschung (I 208) - Schul- und Bürgergarten (II 119) - Schulen in freier Trägerschaft (I 208) - Schulen (Mittelalter) (I 208) - Schulmuseum (I 209) - Carl Schultes (II 119) - Hans Adolf Schultz (II 120) - Walter (Hans Gustav) Schultze (II 120) - August Schulz (II 120) - Schulweg (I 209) - Emil Schulz (II 120) - Porzellanhandlung Schulze (II 120) - Schunter (Name) (II 121) - Schunter (I 209, II 120) - Schunterburgen (II 121) - Schuntersiedlung (I 209) - Johann Gottfried Schwanberger (I 210) - Schwarze Glastechnik (II 121) - Schwarzer Bock (II 121) - Schwarzer Herzog → Herzog Friedrich Wilhelm (I 210) - Schwarze Schar (I 210) - Schwedendamm (II 121) - Schwerhörigenschule → Landesbildungszentrum für Hörgeschädigte (I 210) - Friedrich Julius Ludwig Sebbers (I 210) - Götz von Seckendorff (I 210) - Gustav Anton von Seckendorff (I 210) - Sedanbazar → Passagen (I 210) - Hans-Christoph Seebohm (II 121) - Friedrich Seele (II 122) - Ina Seidel (I 211) - Seilflechter-Tauwerk → Halle Seilerei (I 211) - Johannes Jacob Selenka (I 211) - Johann Michael van Selow (I 211) - Selwig & Lange (I 211) - Kurd Semler (II 122) | - Robert Settekorn (II 122) - Alexander von Seventornen → Ferdinand Sonneburg (II 122) - Chemikaliengroßhandel Sichler (II 122) - Siechenholz → Lindenbergsiedlung (I 211) - Hermann Siedentop (II 122) - Siegel (I 211) - Harro Siegel (I 212) - Siegesdenkmal → Lessingplatz (I 212) - Siegesplatz → Lessingplatz (I 212) - Siegfriedviertel (I 212) - Siemens-Werk Braunschweig (II 123) - (Ernst Friedrich Hermann) Otto Sievers (II 123) - Hans (Daniel Charles) Sievers (II 123) - Rudolf Sievers (II 124) - Camillo Franz Sitte (I 212) - Julius Skasa → Deutscher Hermann (I 212) - Hans Sommer (I 212) - Sonderschulen (I 213) - Ferdinand Sonnenburg (II 124) - Sonnenstraße (I 213) - Sophienschule → Liste der Schulen der Stadt Braunschweig (I 213) - Spargel → Konservenindustrie in Braunschweig (I 213) - SPD (I 213) - Friedrich Wilhelm Spehr (I 213) - Johann Peter Spehr (I 213) - Spielmannsteich → Richmondpark (I 214) - Spielzeug-Zeh (II 124) - Werner Spieß (I 214) - Bauunternehmung A. Spindler (II 124) - Peter Spitzer (I 214) - Louis Spohr (I 214) - Sport (I 215) - Sprache → Braunschweiger Hochdeutsch, Braunschweiger Platt (II 124) - Hochschule für Bildende Künste Braunschweig (I 215) - Philipp Carl Sprengel (II 124) - Staatsanwaltschaft → Gerichtswesen (I 215) - Braunschweigische Staatsbank (I 215) - Staatsmusikschule Braunschweig (I 215) - Staatstheater Braunschweig (I 215, II 125) - Staatstheaterfreunde in Braunschweig (II 125) - Stadtansichten (I 216) - Stadtarchäologie (I 216) - Stadtarchiv Braunschweig (I 216) - Stadtbad Braunschweig (I 217) - Stadtbauamt → Bauordnungen (I 217) - Stadtbibliothek Braunschweig (I 217) - Stadtflagge (I 217) - Stadthalle Braunschweig (I 217) - Stadtmauer (I 217) - Stadtpark (I 218) - Stadtrecht (I 218) - Stadtschreiber (I 218) - Gasthof Stadt Seesen (II 125) - Stadtsprache → Braunschweiger Hochdeutsch (II 125) - Stadtwappen (I 218) - BS Energy (II 125) - Stadtzeitung für Braunschweig → Liste der Zeitungen in der Stadt Braunschweig (I 219) - Städtische Musikschule Braunschweig (I 219) - Städtisches Museum (I 219) - Stecherstraße (I 219) - Stechinelli-Haus (I 219) - Richard Stegemann (II 125) - (Johann Christian Ludwig) Albert Steigerthal (II 126) - (Carl Emil) Bodo Steigerthal (II 125) - Stegersches Mummehaus → Braunschweiger Mumme (I 220) - Karl Steinacker (I 220) - Gustav Steinbrecher (I 220) - Steindecker → Dachdecker (II 126) - Steinhof (I 220) - Steinstraße (I 220) - Steinstraße 3 → Jerusalem-Haus (II 126) - Steintor (I 220) - Steinweg (I 220) - Christian Friedrich Theodor Steinweg (I 221) - Steinwegpassage → Liste der Passagen in Braunschweig (I 22) - Frédéric de Stendhal (I 221) - Stephanstraße (I 221) - Sternhaus (II 126) - Stiddien (I 221) - Stiftsherrenhäuser (I 22) - Stiftung Jägerhof → Reichsjägerhof „Hermann Göring“ (I 222) - Stobenstraße (I 222) - Johann Heinrich Stobwasser (I 222) - Stobwasserhaus (II 126) - Lackwarenfabrik Stockmann (I 222) - Johann Heinrich Stockmann (I 222) - Stöckheim (I 222, II 126) - Stöckheimer Dorfkirche (II 126) - Stöckheimer Rokoko-Pavillon (II 127) - Buroeinrichtungshaus Störig (I 222, II 127) - Straßenbahn Braunschweig (I 222) - Straßenbeleuchtung (I 223) - Straßenpflasterung (I 223) - Straßenreinigung (I 223) - Ernst Straßner (I 223) - Streitberg (I 224) - der strohhalm (II 127) - Friedrich Karl von Strombeck (I 224) - Stromversorgung (II 127) - Theodor (Julius Heinrich) Strümpell (II 127) - Strunck, auch Strungk, Organistenfamilie (I 224) - Delphin Strungk - Nicolaus Adam Strungk - Niedersächsisches Studieninstitut für kommunale Verwaltung (I 224) - Lisel Sturmfeld-Simroth (II 127) - Georg Christoph Sturm (I 224) - Werner Suchatzky (I 224) - Südklint (I 225) - Südklint 15 → Brauner Hirsch (II 127) - Südsee (I 225) - Südstadt (I 225) - Südstraße (I 225) - Synagoge (I 225) |

## T
| - Andreas Christian Ludwig Tacke (I 226) - Barward Tafelmaker (I 226) - Tage Neuer Kammermusik (I 226) - Tanzschule Berger-Heubner (II 128) - Carl Tappe (I 226) - Taubstummeninstitut → Landesbildungszentrum für Hörgeschädigte (I 226) - Technikerschule der Stadt Braunschweig (II 128) - Technische Hochschule → Technische Universität Braunschweig (I 226) - Technische Universität Braunschweig (TU) (einschl. Collegium Carolinum) (I 226) - Technologiepark Braunschweig (I 228) - Tee-Onkel (I 228) - Gustav Teichmüller (II 128) - Teutloff-Schule (I 228) - TH → Technische Universität Braunschweig (I 228) - Karoline Otto-Thate (II 129) - Theater → Staatstheater Braunschweig (I 228) - Theater- und Museumpark (I 228) - Matthias Theisen (I 228) - Wilhelm Erdmann Florian von Thielau (II 129) - Heinrich Thiele (I 228) - Otto Thielemann (I 229) - Thingplatz (I 229, II 129) - St. Thomae-Hospital → Stiftung St. Thomae-Hof (I 229) - Johann Daniel Thulesius (II 129) | - Thune (I 229, II 129) - Tiergarten (II 129) - Timmerlah (I 229) - Timmerlaher Busch (I 230) - August Tischer Rechen-August (I 230) - Tischler (I 230) - Heinz Tobien (II 130) - Alfred Tode (II 130) - Café Tolle (→ I 230) - Topfmarkt (II 130) - Torhäuser (II 130) - Tradtionsinseln (I 230) - Albert Trapp (II 131) - Paul Trautmann (II 131) - Thomas Trimm → Ehm Welk (II 131) - Franz Trinks (I 230, II 131) - Trümmerräumung (I 230) - TU → Technische Universität Braunschweig (I 231) - Peter Tuckermann (I 231) - Johann Christian Ludwig Tunica (I 231) - Hermann August Theodor Tunica (I 231) - Bau- und Kunstschlosserei Otto Turnier & Sohn GmbH (II 131) - Turnierstraße (I 231) - Turn- und Rasensportverein Braunschweig von 1865 e. V. (I 231) |

## U
| - Constantin Uhde (I 232) - Drogerie Uhlenhaut (I 232) - Ulrichsturm → Kohlmarkt (I 232) - St. Ulrici (I 232) - Franz Unger (II 132) | - F. Ch. Unger & Sohn (II 132) - Union – Kaufmännischer Verein (I 232) - Universitätsarchiv Braunschweig (II 132) - Universitätsbibliothek Braunschweig (I 232) |

## V
| - Franz Varrentrapp (II 133) - Vaterländisches Museum → Braunschweigisches Landesmuseum (I 233) - Hermann von Vechelde → Rat der Stadt Braunschweig (I 233) - Veltenhof (I 233) - Hans von Veltheim (I 233, II 133) - Veltheimsches Haus (I 233) - Verkehrsverein Braunschweig (I 234) - Verlagswesen → Buchhandel (I 234) - Verwaltungs- und Wirtschaftsakademie Braunschweig (I 234) - Matthäus Heinrich Vetten (II 133) - Vieweg (I 234) - Vieweg Verlag (I 234) - Friedrich Vieweg (I 234) - Eduard Vieweg (I 234) - Heinrich Vieweg (I 234) - Vieweg-Haus (I 235) - Viewegs Garten (I 235) - Viktoria Luise, Herzogin zu Braunschweig und Lüneburg (I 236) | - Thomas Villier (Filler) (I 236) - St.-Vinzenz-Krankenhaus (I 236) - Völkenrode (I 236) - Bartholt Völkerling (I 237) - Café Voigt (I 237) - Peter Voigt (I 237) - Voigtländer (I 237) - Peter Wilhelm Friedrich von Voigtländer (I 237) - Tobias Volckmar (I 237) - Volkmarode (I 237) - Volksaufstand von 1830 in Braunschweig Karl II. (I 238) - Volksbank → Banken (I 238) - Volksfreund → Braunschweiger Volksfreund (I 238) - Volkshochschule Braunschweig (I 238) - Volkswagenwerk Braunschweig (I 238) - Volle Halbtagsschule (II 133) - Vorwerksiedlung (I 238) |

## W
| - Wabe (Name) (II 133) - Wabe (I 239) - Wabenkampsiedlung (I 239) - Wabetalsiedlung (I 239) - Friedrich Ludwig von Wachholtz (II 133) - Robert von Wachholtz (II 134) - Walter Wachsmuth (II 134) - Waffen → Zeughaus (I 239) - Café Wagner (I 239) - Friedrich Wagner (Buchhandlung) (I 240) - Christian Wahle (II 134) - Waisenhaus (BMV) (I 240) - Waisenhaus-Buchdruckerei und Verlag (I 240) - Waisenhausdamm (I 240) - Justus Erich Walbaum (I 240) - Freie Waldorfschule Braunschweig (I 241) - Wallring (I 241) - Wallstraße (I 241) - Wandschneider → Gewandschneider (I 241) - Wappen → Stadtwappen (I 241) - Warbsen-Haus (II 134) - Wasserkünste → Barward Tafelmaker (I 241) - Wassermühlen → Mühlen (I 241) - Wasserturm → Wasserversorgung (I 241) - Wasserversorgung (I 241) - Watenbüttel (I 242) - Heinrich Weber (II 134) - Weberstraße (I 242) - Wechsler (I 242) - Max Wedemeyer (II 135) - Franz Heinrich Wegener → Kaffeehäuser (I 242) - Gertrud Wegmann Gertrud Gottschalk-Wegmann (II 135) - Musikschule Wegmann (II 135) - Gebrüder Wehrstedt Blechwarenfabrik (I 242) - August Wehrt (I 242) - Weichbild (I 242, II 135) - Weichbildwappen → Stadtwappen (I 243) - Weinbau (II 135) - Carl Weiß (II 136) - Weißes Roß (I 243) - Friedrich Georg Weitsch (II 136) - Pascha Johann Friedrich Weitsch (I 243) - Welfenhof (I 243) - Welfenpassage → Passagen (I 243) - Welfenschatz (I 243) - Ehm Welk (II 136) - Wenden (I 244, II 137) - Wendenmühle → Schubertstraße (I 244) - Wendenstraße (I 244) - Wendentor (I 244) - Wendenturm (II 137) | - Werder (I 244) - Werkkunstschule → Hochschule für Bildende Künste Braunschweig (I 245) - Heinrich Werner (II 137) - Westbahnhof → Eisenbahnwesen (I 245) - Westermann Druck- und Verlagsgruppe (I 245) - Hannes Westermann (II 137) - Villa Westermann (II 138) - Westpark (II 138) - Weststadt (I 245) - Gottlob Wiedebein (I 245) - Wiederaufbau der Innenstadt (I 245) - Ernst Wiehe → Dankwardstraße (I 246, II 138) - Wiener Bäckerei Julius Eckhardt (I 246) - Wik → Altewiek (I 246) - Wilhelm, Herzog zu Braunschweig und Lüneburg (I 246) - Wilhelm-Bracke-Gesamtschule – IGS Braunschweig-West (I 246) - Wilhelm-Gymnasium (I 246) - Wilhelmitor (I 247) - Wilhelmitorwall 29 → Villa Mühlenpfordt (II 139) - Wilhelm-Raabe-Gedächtnisstätte (I 247) - Wilhelm-Raabe-Preis (I 247) - Wilhelmsgarten (I 247) - Wilhelmsplatz → Domplatz (I 248) - Wilhelmstraße (I 248) - Wilhelmstraße 95 (II 139) - Rudolf Wilke (I 248) - Ulfert Wilke (I 248) - Wilke-Werke (I 249) - Otto Willke → Dr.-Wilke-Weg (I 249) - Johann Heinrich Wilmerding (I 249) - Windmühlen → Mühlen (I 249) - Windmühlenberg (I 249) - Hermann Winkelmann (II 139) - Stephan August Winkelmann (I 249) - Hermann Winter (II 139) - Ludwig Winter (I 250, II 139) - Wirtshaus zur Hanse → Haus zur Hanse (II 139) - Caroline Wiseneder (I 250) - Artur Wiswedel (I 250) - E. F. Witting (I 250) - Willi Wöhler (II 139) - Carl Wolf (II 140) - Drogerie Carl Wolff (II 140) - Karl Wollermann (II 140) - Wollermann und Bodenstab (I 250) - Wollmarkt (I 251) - Wolters Brauerei (I 251) - Georg Wolters (I 251) - Tider Woltmann (I 251) - Samenhandlung Wrede (I 251) - Wullbrandt & Seele Eisengroßhandlung (I 251) - Blechwarenfabrik Waldemar Wunderlich (II 140) |

## X
– keine Einträge –

## Y
– keine Einträge –

## Z
| - Just Friedrich Wilhelm Zachariae (I 252) - Werner Zahn (II 141) - Heinz Zeebe (II 141) - Carl Zeh → Spielzeug-Zeh (II 141) - Zeitter & Winkelmann Pianofortefabrik (I 252) - Zeitungen (I 252) - Steinmetzbetrieb Zerries (II 141) - Zeughäuser (I 252) - Zichorienkaffee (I 253) - Ziegeleien (I 253) - Ziegenmarkt (I 253) - Ziegenmarkt 7 → Braunschweiger Hof (II 141) - Tilemann von Zierenberg (I 254) - Rudolf Gottfried Zimmermann (II 141) - Zinngießer (II 142) | - Zisterzienser-Museum Riddagshausen (I 254) - Zoologische Gärten (I 254) - Zuckerberg (I 254) - Zuckerindustrie (I 254) - Zwangsarbeiter (I 255) - Johann Arnold Anton Zwicke (II 142) - Zwilgmeyer, Kaufmannsfamilie (I 255, II 142) - Franz Zwilgmeyer (1901–1995) - Franziska Zwilgmeyer (1856–1932) - Georg Zwilgmeyer (1849–1927) - Johann Georg Zwilgmeyer - Luise Henriette Zwilgmeyer (1851–1890) - Richard Zwilgmeyer (1845–1897) - Zwischen den Bächen → Warbsen-Haus (II 142) |